# Monika Urbaniak
Monika Urbaniak (* 3. Juli 1957 in Łódź) ist eine polnisch-schweizerische Geigerin, Solistin, Kammermusikerin und Professorin an der Hochschule der Künste Bern.

## Leben und Wirken
Monika Urbaniak wurde in einer Familie mit künstlerischen Traditionen geboren. Sie studierte an der Musikakademie Łódź (polnisch Akademia Muzyczna im. Grażyny i Kiejstuta Bacewiczów w Łodzi) und schloss ihr Studium in der Violinklasse von Zenon Płoszaj mit Auszeichnung ab. 1979 wurde sie mit dem 1. Preis des Nationalen Zdzisław-Jahnke-Violinwettbewerbs  ausgezeichnet und erhielt 1981 einen Sonderpreis beim 8. Internationalen Henryk-Wieniawski-Violinwettbewerb  in Poznań. In den Jahren 1985–1988 studierte sie als Stipendiatin der Schweizer Regierung in der Meisterklasse von Igor Ozim an der Musikhochschule in Bern (heute Hochschule der Künste Bern) und erhielt das Solistendiplom mit Auszeichnung. Sie vervollkommnete ihr Geigenspiel in Meisterkursen u. a. bei Oleg Krysa, Viktor Malinin, Wanda Wiłkomirska, Max Rostal, Siegfried Palm, sowie mit dem Tel-Aviv Quartett.

## Konzerte
Monika Urbaniak tritt als Solistin und Kammermusikerin mit einem Repertoire auf, das Werke aus allen Epochen umfasst. Sie war Solistin an Festivals, darunter Biennale Bern (1999–2005), Saitenfestival Bern (2006), Culturescapes Bern (2019), Schloss Holligen Bern (2006–2013) und das Jewish Music Festival in Krakau (2017). Sie trat in Kammermusikkonzerten mit Künstlern auf wie Corina Belcea, Conradin Brotbek, Elena Casoli, Tomasz Herbut, Patrick Jüdt, Paweł Mazurkiewicz, Antônio Meneses, Bartłomiej Nizioł, Denis Severin, Liga Skride, Maria Szwajger-Kułakowska und Schauspielerin Dorothée Reize. Sie ist auch mehrfach als Solistin bei Orgelkonzerten aufgetreten, u. a. in Zusammenarbeit mit Andrzej Chorosiński und Magdalena Oliferko-Storck.
Von 1986 bis 2001 war sie Mitglied des Kammerorchesters Camerata Bern, in dem sie auch als Solistin auftrat und es mehrmals als Konzertmeisterin leitete. Mit diesem Ensemble gab sie Konzerte auf fünf Kontinenten, u. a. in der Alice Tully Hall (New York), Carnegie Hall, Alte Oper (Frankfurt), Concertgebouw (Amsterdam), Berliner Philharmonie, Nationalphilharmonie Warschau, Herkulessaal (München), KKL Luzern, La Scala, Sydney Opera House, Tonhalle Zürich, Victoria Hall (Genf), Wiener Musikverein und an vielen Musikfestivals, darunter: Kammermusikfest Lockenhaus (Österreich), Lucerne Festival (Schweiz), Rheingau Musik Festival (Deutschland), Gstaad Menuhin Festival (Schweiz), Warschauer Herbst. Als Mitglied von Camerata Bern hat sie mit Künstlern wie Kolja Blacher, Bruno Canino, Ana Chumachenco, Thomas Demenga, Thomas Füri, Heinz Holliger, Erich Höbarth, Gidon Kremer, Elisabeth Leonskaja, András Schiff, Peter Serkin und Thomas Zehetmair konzertiert. Sie hat Aufnahmen für Plattenfirmen gemacht.
Monika Urbaniak gehörte dem Berner Symphonieorchester an (erste Geigengruppe, 1987–1991) und dem Oktett Schweizer Solisten (1987–1991), mit dem sie in der Schweiz, Deutschland, Frankreich und England auftrat, u. a. im Salle Gaveau in Paris und in der Wigmore Hall in London. Sie arbeitete auch mit dem Berner Klavierquartett zusammen (1987). 2004 gründete sie das Trio Ardito (Konzerte in der Schweiz und Polen, CD-Aufnahme) und im Jahr 2022 das Amabile-Klavierquartett, das regelmäßig Konzerte in der Schweiz gibt.
Werke polnischer Komponisten des 20. Jahrhunderts hat sie einem breiten Publikum nahegebracht. Sie führte u. a. das erste Violinkonzert von Karol Szymanowski Op. 35 mit dem Berner Symphonieorchester und dem Cairo Symphony Orchestra auf, machte eine Aufnahme seiner Sonate Op. 9 für das Schweizer Radio und spielte mehrere Solo Recitals seiner Werke in Bern, Zürich und Paris. Das Schaffen von Grażyna Bacewicz hat sie in Form von Solo- und Kammerkonzerten in Polen, Deutschland und der Schweiz verbreitet und eine CD mit Kompositionen für Violine eingespielt. Sie machte auch die Werke von Czesław Marek bekannt, die sie in Bern, Paris und Warschau mehrfach aufführte. Über das Werk von Marek veröffentlichte sie zudem einen Artikel: „Sonate für Violine und Klavier op. 13 des polnisch-schweizerischen Komponisten Czesław Marek in der Perspektive seines Jugendwerks“.

## Lehre und Expertentätigkeit
Sie begann ihre Lehrtätigkeit an der Musikakademie Łódź als Assistentin von Zenon Płoszaj (1981–1985). Von 1992 bis 1997 war sie Assistentin in der Meisterklasse von Igor Ozim an der Musikhochschule in Bern (heute Hochschule der Künste). Seit 1997 ist sie Professorin in der Violin- und Kammermusikklasse an der Hochschule der Künste Bern und unterrichtet seit 2011 auch an der Hochschule für Musik Kalaidos. Sie war Gastprofessorin an der Musikakademie Łódź (2014–2015). Seit 2023 ist sie Mitglied der Langenthal International Strings Academy LISA.
Neben ihrer Lehrtätigkeit war und ist Monika Urbaniak Mitglied zahlreicher Wettbewerbsjurys, wie z. B.: Kiefer Hablitzel Stiftung (Bern, 2003–2011), Schweizerischer Jugendmusikwettbewerb (Zürich, ab 2016), Tibor Varga Junior International Violin Competition (Sion, 2022), XXV Lions Clubs International (Zürich, 2016), Ellenberger Wettbewerb (Thun, 2023). Als Musikexpertin ist sie Gast an Schweizer Musikhochschulen, wie der Musik-Akademie der Stadt Basel (ab 2013), Haute École de Musique in Lausanne und Haute École de Musique in Sion (ab 2020). 
Im Jahr 2016 wurde sie zum Vorstandsmitglied der Schweizer Sektion der European String Teachers Association ESTA gewählt.
In ihrer Klasse studierten mehr als 120 Geigerinnen und Geiger aus der ganzen Welt. Monika Urbaniak hat Meisterkurse in der Schweiz, in Deutschland, Österreich, der Tschechischen Republik und Polen gegeben, darunter: Herbstakademie Hochschule der Künste Bern (CH, 1992–1997), Kammermusik Akademie Blonay (CH, 2016–2019), Hochschule für Künste Bremen (DE, 2009, 2019, 2023), Bohemia Festival Kostelec & Prag (CZ, 1995-1996), MingClassics Festival & Akademie Männedorf/Zürich (CH, 2021), Zenon Brzewski Internationale Musikkurse in Łańcut (PL, seit 2003), Universität Graz (AT, 2009), Musikakademie Łódź (PL, 2011), Ignacy-Jan-Paderewski-Musikakademie Posen (PL, 2018, 2024), Fryderyk-Chopin-Universität für Musik: Zweigstelle in Białystok (PL, 2017) und in Warschau (2019), Internationaler Violin-Workshop im Norwegischen Tal (PL, 2019), Sommer-Master-Akademie "Maestro" in Sucha Beskidzka (PL, 2020, 2023), Schweizerische Sommermusikakademie Bern (CH, ab 2021)  und Violin-Workshop am Z. Brzewski Musikgymnasium in Warschau (PL, 2023).

## Diskographie
Solo-Aufnahmen
- Grażyna Bacewicz, Violinissimo, mit Amelia Maszońska, Marta Mazurek, Katarzyna Seremak, Jacek Świca und Tiffany Tan (Acte Préalable, 2022)[23]

- Giovanni Simone Mayr, Messe für Chor, Solisten und Orchester in c-Moll, als Konzertmeisterin mit dem Klangforum-Orchester (Müller & Schade, 2017)[24]
- George de Benoit, Arthur Furer, Albert Moeschinger, Bärner Musig, mit Pianistin Anna de Capitani (Müller & Schade, 2009)[25]
- Felix Mendelssohn, Hans Huber, Moritz Moszkowski, Trios for Two Violins and Piano, Trio Ardito, mit Agnieszka Marucha i Wojciech Jasiński (Acte Préalable, 2007)[26]

Aufnahmen mit der Camerata Bern
- Hommage à Paul Klee: Sándor Veress, Éric Gaudibert, Jean-Luc Darbellay (Con Legno, 2004)
- Verklärte Nacht: Anton Schönberg, Sándor Veress, Béla Bartók (ECM, 2001)
- Johann Sebastian Bach, Oboe Concertos, Solist: Heinz Holliger (Philips, 1998)
- Johann Sebastian Bach, Double & Triple Concertos, Solisten: András Schiff, Peter Serkin, Bruno Canino, Aurèle Nicolet, Yuuko Shiokawa (Decca, 1997)
- Antonio Vivaldi, Le Quattro Stagioni, Solist Thomas Zehetmair (Berlin Classics, 1996)
- Martin, Kelterborn, Holliger, Schoeck & Huber: Music for Chamber Orchestra (Musikszene Schweiz, 1995)
- Sándor Veress, Passacaglia Concertante, Songs Of The Seasons, Musica Concertante (ECM, 1993)
- Giuseppe Tartini, Violinkonzerte, Solist: Thomas Füri (Novalis, 1993)
- Francesco Geminiani, 6 Concerti grossi Op. 3 (Novalis, 1992)
- Benjamin Britten, Works for String Orchestra: Simple Symphony, Variations on a Theme of Frank Bridge, Prelude & Fugue (Denon, 1991)
- Classical Highlights (Novalis, 1990)
- Antonio Vivaldi, Die vier Jahreszeiten, Konzerte für 3 und 4 Violinen, Solisten : Thomas Füri, Karel Boeschoten, Monika Urbaniak, François Gottraux (Novalis, 1990)
- Wolfgang Amadeus Mozart, Die Lodronischen Nachtmusiken (Novalis, 1989)
- Carl Philipp Emmanuel Bach, 6 Hamburg Symphonies Wq 182 (Novalis, 1989)
- Robert Fuchs, Edward Elgar, Josef Suk, Serenaden der Romantik (Novalis, 1988)
- Wolfgang Amadeus Mozart, Die Hornkonzerte, mit Marie-Luise Neunecker (Novalis 1988)
- Antonín Dvořák, Serenade E-dur, Sextett A-dur (Novalis, 1987)
- Georg Friedrich Händel, Water Musick (Denon/Nippon Columbia, 1987)
- Antonio Vivaldi, Concerti (Novalis, 1987)
- Johann Sebastian Bach, Ouvertures Nos. 3&4, Suites for Orchestra BWV 1068, 1069 (Denon, 1986)